# Nationale Partij (Uruguay)
De Nationale Partij (Spaans: Partido Nacional) is een rechtse en conservatieve politieke partij in Uruguay.
De Nationale Partij werd opgericht op 10 augustus 1836. Met de Coloradopartij is zij een van de traditionele partijen van Uruguay. De Nationale Partij staat ook bekend als de partij van de 'witten' (Spaans: blancos), tegenover de 'roden' (Spaans: colorados) van de Coloradopartij. Deze kleuren verwijzen naar de herkenningstekens die de partijen voerden in hun strijd om de macht na de onafhankelijkheid van Uruguay.
De Nationale Partij was altijd de partij van de plattelandsbelangen, vooral die van de landeigenaren, tegenover de stedelijke belangen (Montevideo) van de Coloradopartij. In 1864 brachten de Blancos het land in oorlog met Brazilië, dat schadevergoeding eiste voor een reeks conflicten tussen boeren aan de grens. Na een Braziliaanse inval namen de Colorados de macht over, en brachten het land in een coalitie met Brazilië en Argentinië tegen Paraguay, de bondgenoot van de Blancos.
Na het presidentschap van Luis Alberto Lacalle (1990-1995) was de partij jarenlang de belangrijkste oppositiepartij in het Uruguayaanse parlement. In 2019 wist de Nationale Partij met het winnen van de verkiezingen uiteindelijk toch weer aan de macht te komen. Lacalles zoon, Luis Alberto Lacalle Pou, werd verkozen als president.